# Etrema polydesma
Etrema polydesma é uma espécie de gastrópode do gênero Etrema, pertencente à família Clathurellidae.